# Jeff Halpern
Jeffrey C. "Jeff" Halpern, född 3 maj 1976 i Potomac, Maryland, är en amerikansk före detta professionell ishockeyspelare som sist spelade för Phoenix Coyotes i NHL.

## Spelarkarriär
Halpern växte upp i Potomac och spelade för Princeton University i NCAA från 1995-99. Jeff fick även spela 6 matcher för AHL-laget Portland Pirates där han noterades för 3 poäng.
Säsongen 1999-2000 blev Halpern värvad till Washington Capitals där han gjorde 18 mål och 29 poäng på 79 matcher under sin första NHL-säsong.
Under NHL-lockuten 2004-05 spelade Halpern 15 matcher för HC Ajoie i NLB och även för Kloten Flyers i NLA där det sammanlagt blev 9 matcher. Efter att lockuten hade upphört spelade Halpern ännu en säsong för Capitals där han gjorde 44 poäng på 70 matcher.
5 juli 2006 värvades Halpern som free agent till Dallas Stars på ett 4-årskontrakt.
26 februari 2008, trejdades Halpern till Tampa Bay Lightning tillsammans med Mike Smith, Jussi Jokinen och ett draftval i den fjärde omgången 2009 i utbyte mot Brad Richards och Johan Holmqvist.
Säsongen 2009-10 spelade Halpern 55 matcher och gjorde 17 poäng för Lightning innan han den 3 mars 2010 trejdades till Los Angeles Kings i utbyte mot Teddy Purcell och ett draftval i tredje omgången 2010.
Den 7 september 2010 undertecknade Halpern ett ettårigt avtal med Montreal Canadiens.
Han undertecknade ett ettårigt kontrakt värt $ 825.000 för att återgå till Washington Capitals den 1 juli 2011.
9 juli 2012 undertecknade Jeff Halpern ett ettårskontrakt med New York Rangers.

## Statistik

### Klubbkarriär
| 1995–96    | Princeton Tigers    | NCAA       | 29  | 3   | 11  | 14  | 30  | —  | — | — | —  | —  |
| 1996–97    | Princeton Tigers    | NCAA       | 33  | 7   | 24  | 31  | 35  | —  | — | — | —  | —  |
| 1997–98    | Princeton Tigers    | NCAA       | 36  | 28  | 25  | 53  | 46  | —  | — | — | —  | —  |
| 1998–99    | Princeton Tigers    | NCAA       | 33  | 22  | 22  | 44  | 32  | —  | — | — | —  | —  |
| 1998–99    | Portland Pirates    | AHL        | 6   | 2   | 1   | 3   | 4   | —  | — | — | —  | —  |
| 1999–00    | Washington Capitals | NHL        | 79  | 18  | 11  | 29  | 39  | 5  | 2 | 1 | 3  | 0  |
| 2000–01    | Washington Capitals | NHL        | 80  | 21  | 21  | 42  | 60  | 6  | 2 | 3 | 5  | 17 |
| 2001–02    | Washington Capitals | NHL        | 48  | 5   | 14  | 19  | 29  | —  | — | — | —  | —  |
| 2002–03    | Washington Capitals | NHL        | 82  | 13  | 21  | 34  | 88  | 6  | 0 | 1 | 1  | 2  |
| 2003–04    | Washington Capitals | NHL        | 79  | 19  | 27  | 46  | 56  | —  | — | — | —  | —  |
| 2004–05    | HC Ajoie            | NLB        | 15  | 5   | 12  | 17  | 52  | —  | — | — | —  | —  |
| 2004–05    | Kloten Flyers       | NLA        | 9   | 7   | 4   | 11  | 6   | —  | — | — | —  | —  |
| 2005–06    | Washington Capitals | NHL        | 70  | 11  | 33  | 44  | 79  | —  | — | — | —  | —  |
| 2006–07    | Dallas Stars        | NHL        | 76  | 8   | 17  | 25  | 78  | 7  | 2 | 1 | 3  | 4  |
| 2007–08    | Dallas Stars        | NHL        | 64  | 10  | 14  | 24  | 40  | —  | — | — | —  | —  |
| 2007–08    | Tampa Bay Lightning | NHL        | 19  | 10  | 8   | 18  | 14  | —  | — | — | —  | —  |
| 2008–09    | Tampa Bay Lightning | NHL        | 52  | 7   | 9   | 16  | 32  | —  | — | — | —  | —  |
| 2009–10    | Tampa Bay Lightning | NHL        | 55  | 9   | 8   | 17  | 27  | —  | — | — | —  | —  |
| 2009–10    | Los Angeles Kings   | NHL        | 16  | 0   | 2   | 2   | 12  | 6  | 0 | 0 | 0  | 4  |
| 2010–11    | Montreal Canadiens  | NHL        | 72  | 11  | 15  | 26  | 29  | 4  | 1 | 0 | 1  | 0  |
| 2011–12    | Washington Capitals | NHL        | 69  | 4   | 12  | 16  | 24  | 2  | 0 | 0 | 0  | 4  |
| NHL totalt | NHL totalt          | NHL totalt | 861 | 146 | 212 | 358 | 607 | 36 | 7 | 6 | 13 | 31 |

### Internationellt
| År            | Lag           | Turnering     | Matcher | Mål | Assist | Poäng | Utv |
| ------------- | ------------- | ------------- | ------- | --- | ------ | ----- | --- |
| 2000          | USA           | VM            | 7       | 1   | 1      | 2     | 4   |
| 2001          | USA           | VM            | 9       | 1   | 1      | 2     | 8   |
| 2004          | USA           | VM            | 9       | 2   | 2      | 4     | 4   |
| 2004          | USA           | WC            | 4       | 0   | 0      | 0     | 7   |
| 2005          | USA           | VM            | 7       | 1   | 0      | 1     | 6   |
| 2008          | USA           | VM            | 3       | 0   | 1      | 1     | 4   |
| Senior totalt | Senior totalt | Senior totalt | 39      | 5   | 5      | 10    | 33  |